# Shadowhunters - Città di ossa (film)
Shadowhunters - Città di ossa (The Mortal Instruments: City of Bones) è un film del 2013 diretto da Harald Zwart.
Il film è tratto dall'omonimo romanzo fantasy, il primo della saga Shadowhunters, in lingua originale nota con il titolo The Mortal Instruments, ideata da Cassandra Clare e ambientata a New York.

## Trama
L'adolescente di New York City Clary Fray inizia a vedere e disegnare uno strano simbolo, preoccupando sua madre Jocelyn Fray e l'amico di famiglia, Luke Garroway. In una discoteca affollata con un amico, Simon Lewis, solo Clary è testimone di Jace Waylande i suoi complici che uccidono un uomo. Il giorno successivo, due uomini, Emil Pangborn e Samuel Blackwell, arrivano all'appartamento Fray alla ricerca di una coppa. Jocelyn chiama Clary, dicendole freneticamente di stare alla larga e di avvertire Luke di qualcuno di nome Valentine; poi beve una pozione facendola addormentare profondamente. Tornando a casa, Clary scopre che sua madre è scomparsa e viene attaccata da una creatura simile a un cane. Jace, uno "Shadowhunter", appare e lo uccide, spiegando che, come l'"uomo" ucciso al nightclub, era un demone in un'altra forma.
Con l'aiuto della vicina dei Fray, Madame Dorothea, una strega, Jace deduce che Pangborn e Blackwell cercano un artefatto perduto chiamato la Coppa Mortale. Jace e Clary, insieme a Simon, vanno al negozio di antiquariato di Luke. Pangborn e Blackwell stanno interrogando con la forza Luke che, per proteggere Clary e Jocelyn, afferma falsamente che non gli importa nulla dei Fray e vuole solo la Coppa Mortale. Il trio fugge allo Shadowhunter Institute, un edificio nascosto simile a una cattedrale, dove Jace cura Clary, che è stata punto dal demone. Lei e Simon incontrano altri due Shadowhunter, i fratelli Alec e Isabelle Lightwood , e il leader degli Shadowhunter, Hodge. Clary scopre che gli Shadowhunters, invisibili ai mortali, sono assassini di demoni per metà umani e per metà angeli. Clary ha ereditato i poteri di sua madre Shadowhunter, incluso il disegno di rune magiche temporanee sulla pelle. La Coppa Mortale è uno dei tre Strumenti Mortali donati al primo Shadowhunter dall'Angelo Raziel. La coppa ha infatti il potere di controllare i demoni e di trasformare gli esseri umani che bevono da essa in nuovi Shadowhunters. Hodge spiega che Valentine Morgenstern, un ex Shadowhunter che ha tradito l'ordine, ora cerca la Coppa per controllare sia Shadowhunters che demoni.
Jace porta Clary alla Città di Ossa, un santuario sotto un cimitero. Quando i fratelli silenti, Shadowhunters con poteri maggiori, tentano di sbloccare i ricordi bloccati di Clary, scoprono una connessione con Magnus Bane, il sommo Stregone di Brooklyn. Al nightclub di Bane, dice a Clary che Jocelyn gli ha fatto bloccare la conoscenza del mondo degli Shadowhunter dalla mente di Clary. Quando i vampiri rapiscono Simon, Jace, Alec, Isabelle e Clary li seguono al loro nascondiglio. Trovano Simon, ma i vampiri sono più numerosi di loro. I lupi mannari intervengono e li salvano.
Mentre Simon si riprende all'Istituto, Clary nota due segni di foratura sulla sua spalla, mentre lui scopre che all'improvviso non ha più bisogno degli occhiali. Clary condivide una serata romantica con Jace, che finisce con un bacio. Quando Simon affronta gelosamente Clary al riguardo, lei minimizza l'incidente, facendo arrabbiare Jace. Simon confessa di amare Clary, anche se lei non ricambia i suoi sentimenti.
Clary si rende conto che la Coppa Mortale è nascosta all'interno di una delle carte dei tarocchi di Madame Dorothea che sua madre ha dipinto come regalo. Il gruppo va nell'appartamento di Dorothea, ma un demone l'ha sostituita. Simon e Jace lo uccidono, ma Alec viene punto a morte. Clary recupera la carta della Coppa Mortale e tornano all'istituto. Hodge convoca Magnus Bane per curare Alec.
Clary rimuove la Coppa Mortale dalla carta e la dà a Hodge, che li tradisce evocando Valentine Morgenstern attraverso un portale e dandogli la Coppa. Quando Valentine rivela di essere il padre di Clary, lei rifiuta di unirsi a lui. Rimette la coppa nella carta, poi fugge attraverso il portale che la trasporta al negozio di Luke. Luke, rivelato essere il lupo mannaro che ha aiutato a combattere i vampiri, conferma che Valentine è suo padre e dice che Clary aveva un fratello maggiore di nome Jonathan, che è morto da bambino. Luke e il suo branco di lupi mannari vanno all'Istituto con Clary per combattere Valentine dopo che ha evocato i demoni attraverso un'apertura del tetto. Simon trova Jocelyn, ancora priva di sensi, all'Istituto, e lui e Isabelle chiudono l'apertura del tetto con l'aiuto di un pentito Hodge.
Clary e Jace combattono Valentine, che mente sostenendo che Jace è suo figlio. Clary inganna Valentine dandogli una replica della Coppa Mortale, poi lo spinge nel portale, distruggendolo. Jocelyn viene salvata ma non risponde all'ospedale. Clary usa i suoi nuovi poteri per riparare l'appartamento. Jace arriva, confessando di aver bisogno di lei e non crede che siano fratelli e scopriranno la verità. Rendendosi conto di appartenere al mondo degli Shadowhunter, Clary torna all'Istituto con Jace.

## Produzione
Il progetto per la trasposizione cinematografica della saga letteraria Shadowhunters (The Mortal Instruments) venne annunciato per la prima volta nell'ottobre 2009, per poi essere confermato un anno più tardi, quando alle case già titolari dei diritti Unique Features e Constantin Film, si unì la Screen Gems, sussidiaria della Sony Pictures Entertainment, per finanziare il film e poi distribuirlo nelle sale.
La scrittura della sceneggiatura venne affidata a Jessica Postigo. Tuttavia, nella seconda metà del 2011, mentre erano già stati ingaggiati due dei protagonisti del film, quando venne mostrata a Cassandra Clare, autrice dei libri e consulente per la produzione del film, quest'ultima espresse un parere nettamente negativo. Secondo la Claire, la sceneggiatura si discostava troppo dal romanzo, quindi venne ingaggiata I. Marlene King, già autrice dell'adattamento televisivo Pretty Little Liars, per una riscrittura completa. Ciò provocò uno slittamento dei lavori di diversi mesi: originariamente l'uscita del film era stata prevista nel corso dell'anno 2012. Nel febbraio 2012, inoltre, la Screen Gems, aveva annunciato l'intenzione di tirarsi fuori dal progetto, per poi tornare pienamente coinvolta un mese più tardi, quando fu ingaggiato il regista Harald Zwart e venne fissata la data di inizio delle riprese per la seguente estate.

### Casting

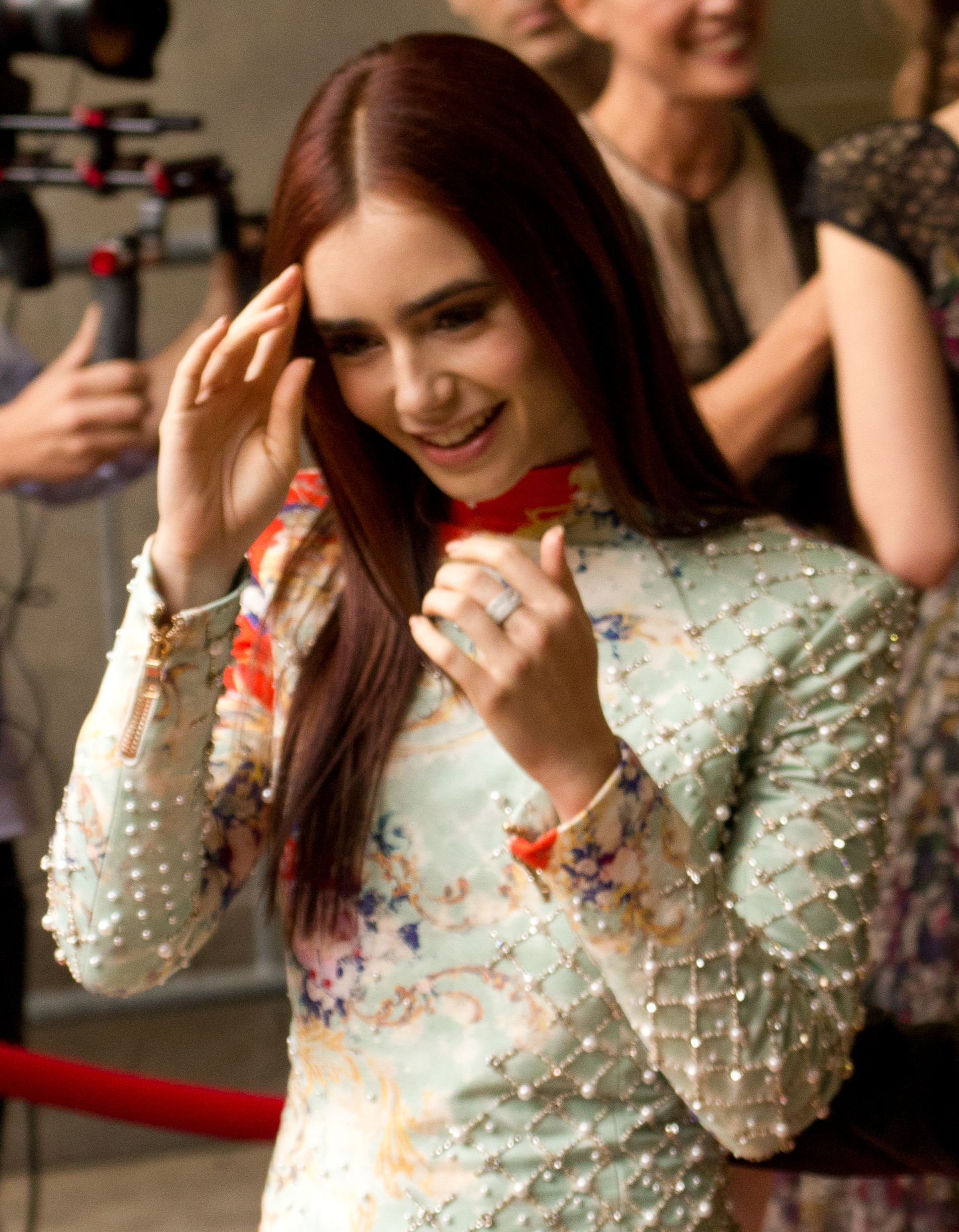
Lily Collins interpreta la protagonista Clary Fray

Il casting iniziò il 10 dicembre 2010, con l'ingaggio di Lily Collins per interpretare la protagonista Clary Fray. L'attrice inglese si disse felice di interpretare tale ruolo in quanto appassionata del genere fantasy, indicando tra le sue saghe preferite, oltre a Shadowhunters, anche Harry Potter e Hunger Games; la Collins individuò anche tra le sue scene preferite il momento in cui scopre, grazie ai suoi poteri, dov'è nascosta la Coppa Mortale. Se la ricerca dell'attrice per il ruolo della protagonista femminile fu breve, per il ruolo del principale personaggio maschile, Jace Wayland, furono necessarie molte audizioni. La prima scelta fu Alex Pettyfer, ma l'attore rifiutò la parte per provare ad entrare nel cast di altri film in quel momento in pre-produzione. Dopo alcuni mesi durante i quali la parte venne proposta a vari altri attori, alla fine i produttori ridussero la selezione a tre possibili scelte: Jamie Campbell Bower, Ed Speleers e Leebo Freeman. Il primo risultò la scelta finale, venendo ufficialmente scritturato il 31 maggio 2011. Determinante per l'ingaggio di Jamie Campbell Bower fu il supporto di Cassandra Clare, che partecipò al casting come consulente; a supportare tale scelta era stata anche Lily Collins, che ebbe occasione di indicare personalmente al presidente della Screen Gems come Bower fosse il miglior candidato.
Dopo quasi un anno di pausa, dovuto anche all'esigenza di riscrivere la sceneggiatura e all'indecisione della Screen Gems se continuare ad essere coinvolta nel progetto o meno, il casting proseguì solo a partire dalla primavera dell'anno seguente. Nel mese di giugno 2012 venne ingaggiata Jemima West per il ruolo di Isabelle Lightwood; mentre il mese successivo si unirono al cast anche Kevin Durand, per il ruolo di Emil Pangborn; Robert Maillet, per il ruolo di Samuel Blackwell; Robert Sheehan, per interpretare Simon Lewis; Lena Headey, per interpretare Jocelyn Fray; Jared Harris, per il ruolo di Hodge Starkweather; Godfrey Gao, per il ruolo di Magnus Bane; Kevin Zegers, per il ruolo di Alec Lightwood; CCH Pounder per la parte di Madame Dorothea; e Aidan Turner per quella di Luke Garroway. Nel mese di agosto furono ingaggiati anche Jonathan Rhys Meyers, interprete di Valentine Morgenstern, e Elyas M'Barek, per il ruolo di un vampiro.

### Riprese
Le riprese si svolsero principalmente a Toronto dal 20 agosto all'8 novembre 2012. Alcune scene furono girate anche a Hamilton e New York.

## Distribuzione
Nelle sale cinematografiche statunitensi il film è distribuito dalla Screen Gems dal 21 agosto 2013.
In Italia il film viene distribuito dalla Eagle Pictures dal 28 agosto 2013.

## Promozione
Il 14 novembre 2012 vennero diffuse le prime immagini promozionali e la prima locandina, composta da uno scorcio di New York che vede riflesso in mare il suo lato nascosto. Nella stessa data venne pubblicato online anche il primo trailer, che esordì nelle sale statunitensi nei giorni seguenti, dove venne proiettato per la prima volta prima del film The Twilight Saga: Breaking Dawn - Parte 2. La sua edizione italiana debuttò invece il 1º marzo 2013.
Il 30 marzo 2013 durante il WonderCon di San Francisco, alla presenza di parte del cast e dell'autrice della saga letteraria, vengono presentati un nuovo trailer e nuovi poster.

## Curiosità
Nel film viene citato Johann Sebastian Bach, e le musiche del compositore barocco (nel film ci sono due scene, l'aria delle variazioni Goldberg e parte del preludio 1 in do maggiore) sono in grado di svelare i demoni nascosti sotto mentite spoglie, che non possono nulla contro le note che Bach, cacciatore di demoni, avrebbe scritto seguendo una combinazione matematica che i demoni non possono tollerare. Viene ripreso il famoso ritratto di Bach e, a conferma delle parole del protagonista, possiede anch'egli le rune tatuate appena visibili sotto i vestiti. Questa scena, tuttavia, è assente nel libro. Inoltre nel sesto libro della serie, ovvero in Shadowhunters - Città del fuoco celeste, Jace rivela di aver domandato a Valentine perché non vi erano compositori shadowhunters ma solo mondani. Tra i compositori mondani che Jace nomina vi è proprio Bach, in opposizione alla versione cinematografica.
Mentre il libro inizia con la serata al Pandemonium, dove Clary assiste all'omicidio di un demone, e successivamente Clary incontra Jace ad una lettura di poesia, divertito dalla buffa dichiarazione d'amore che Simon sta cercando di farle, nel film le scene sono state invertite e Clary parlerà a Jace all'esterno di un bar.

## Seguiti
Inizialmente, la Constantin Film aveva annunciato che la produzione del seguito, ovvero Città di cenere, sarebbe iniziata a fine 2013, ma questa è stata poi rinviata al 2014 per poi essere definitivamente cancellata.
A ottobre 2014, la Constantin ha annunciato la trasposizione dei romanzi in una serie televisiva, intitolata Shadowhunters, che ha debuttato il 12 gennaio 2016 su Freeform (ex ABC Family).